# Undecilénsav
| Undecilénsav |                                                               |
| |                                                               |
| \| \| \| |                                                               |
| IUPAC-név | undec-10-énsav                                                |
| Kémiai azonosítók                                                                                               |                                                               |
| CAS-szám | 112-38-9                                                      |
| PubChem | 5634                                                          |
| ChemSpider | 10771160                                                      |
| EINECS-szám | 203-965-8                                                     |
| DrugBank | DB11117                                                       |
| KEGG | C13910                                                        |
| MeSH | Undecylenic+acid                                              |
| ChEBI | 35045                                                         |
| ATC kód | D01AE04                                                       |
| SMILES | C=CCCCCCCCCC(=O)O                                             |
| InChIKey | FRPZMMHWLSIFAZ-UHFFFAOYSA-N                                   |
| Beilstein | 1762631                                                       |
| Gmelin | 408390                                                        |
| UNII | K3D86KJ24N                                                    |
| ChEMBL | CHEMBL1276010                                                 |
| Kémiai és fizikai tulajdonságok                                                                                 |                                                               |
| Kémiai képlet                                                                                                   | C11H20O2                                                      |
| Moláris tömeg                                                                                                   | 184,275 g/mol                                                 |
| Sűrűség | 0,9072 g/cm³                                                  |
| Olvadáspont | 25°C                                                          |
| Forráspont | 275°C (bomlik)                                                |
| Oldhatóság (vízben)                                                                                             | oldhatatlan                                                   |
| Oldhatóság | alkohol, kloroform, éter                                      |
| Veszélyek |                                                               |
| EU osztályozás                                                                                                  | Irritatív (Xi)                                                |
| R mondatok | R36/37/38                                                     |
| S mondatok | S26, S37                                                      |
| LD50 | 8150 mg/kg (egér, szájon át) 25000 mg/kg (patkány, szájon át) |
| Ha másként nem jelöljük, az adatok az anyag standardállapotára (100 kPa) és 25 °C-os hőmérsékletre vonatkoznak. |                                                               |
| |                                                               |

Az undecilénsav (undecénsav; CH2CH(CH2)8COOH) telítetlen  szerves zsírsav. Izzadságszagú folyadék vagy kristályok, vízben nem, de alkoholban, éterben, kloroformban oldódik. Az undecilénsavat ricinusolaj nyomás alatt történő krakkolásával állítják elő.
Gyógyszerek és kozmetikumok gyártásánál használják.

## Gyógyászati felhasználás
Az undecilénsav egy természetes gombaölőszer, melyet az USA-ban vény nélkül kapható gyógyszerként törzskönyveztek bőrbetegségek kezelésére. Használható gombás bőrbetegségek, például lábgomba, ótvar, Candida albicans fertőzések kezelésére. Pikkelysömör kezelésére is alkalmazzák.
Az undecilénsav antibakteriális és antivirális hatással rendelkezik, és hatékony a bőr vírusos fertőzései (például a herpes simplex vírus) ellen. A hatásmechanizmus nem ismert.

## Undecilénsavtartalmú anyagok
- grapefruit mag kivonat
- neem kivonat